# Det Jyske Kunstakademi

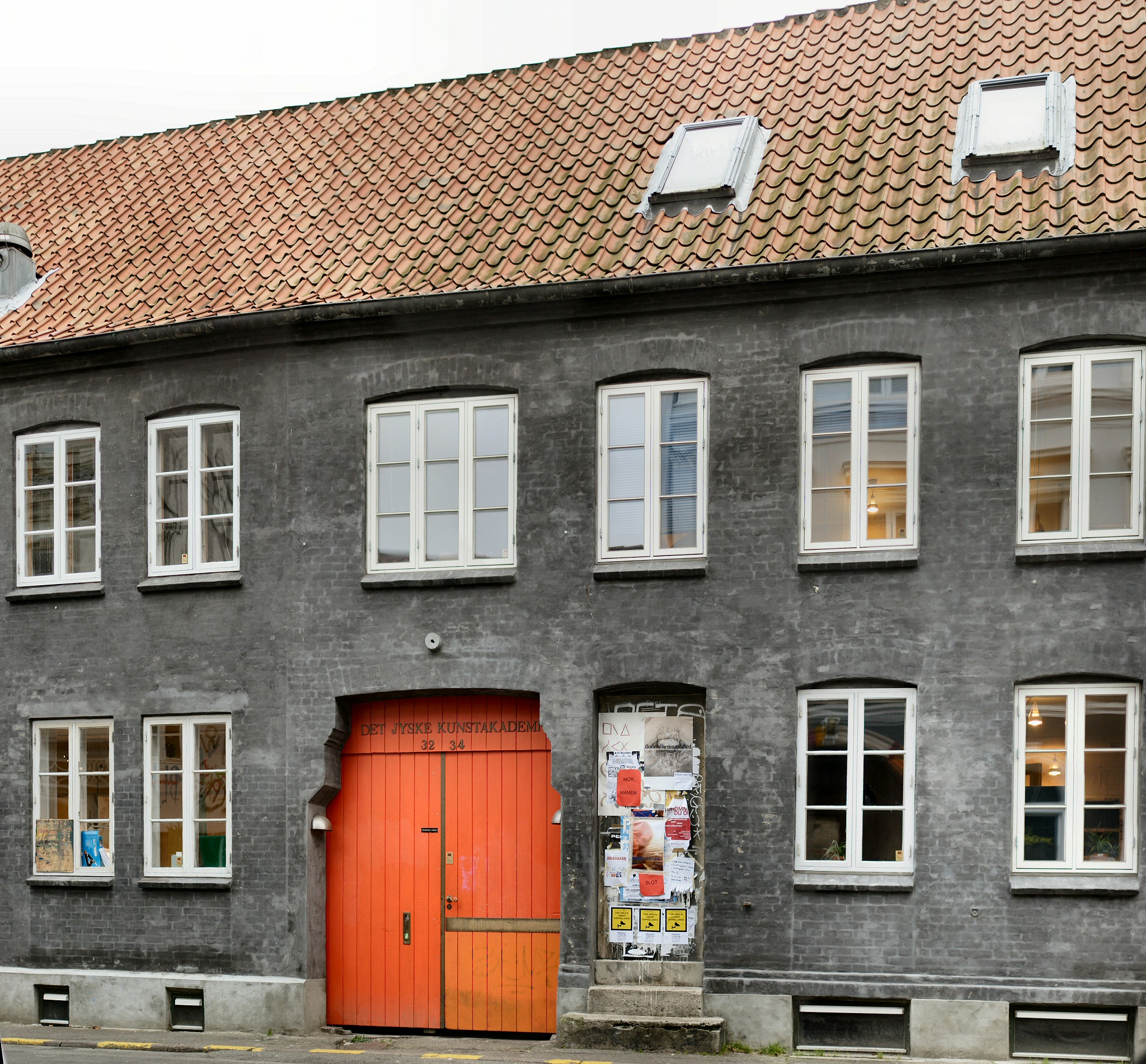
Det Jyske Kunstakademi

Det Jyske Kunstakademi är en privat dansk konsthögskola.
Det Jyske Kunstakademi grundades 1959 och ligger sedan 1963 vid Mejlgade 32–34 i Århus. Den har omkring 40 elever och erbjuder en femårig utbildning med finansiellt stöd av staten, regionen och Århus kommun.